# Wydawnictwo Werset
Wydawnictwo Werset – polskie wydawnictwo założone w 1997 roku, publikujące rozprawy habilitacyjne, monografie oraz prace zbiorowe będące pokłosiem konferencji naukowych.
Wydawnictwo specjalizuje się w publikacjach naukowych z takich dziedzin jak: historia, politologia, regionalistyka, językoznawstwo, dydaktyka języków obcych, psychologia i pedagogika, ale w jego ofercie znajdują się także pozycje biograficzne, literatura wspomnieniowa, beletrystka i poezja.

## Wydawnictwa ciągłe i serie wydawnicze
- Biblioteka Polsko-Iberyjska (od 2002 r.) – seria wydawana we współpracy z Katedrą Historii i Kultury Krajów Języka Hiszpańskiego KUL[2]
- Ziemiaństwo na Lubelszczyźnie (od 2007 r.) – materiały z cyklicznych sesji naukowych organizowanych przez Muzeum Zamoyskich w Kozłówce. Tom V został nagrodzony Wawrzynem Pawła Konrada 2013[3]
- Z Dziejów Jastkowa i Okolic (od 2012 r.)
- 12/15 (od 2011 r.)
- Quêtes littéraires (od 2011 r.) – czasopismo naukowe  wydawane we współpracy z Katolickim Uniwersytetem Lubelskim Jana Pawła II[4]

## Wybrani autorzy
- Jacek Chachaj, Adam Bajcar, Czesław Deptuła, Zofia Fischer, Elżbieta Gajewska, Ewa Jabłońska-Deptuła, Ewa Kalinowska, Jan Maria Kłoczowski, Bohdan Królikowski, Radosław Kucharczyk, Marek Kuryłowicz, Maciej Münnich, Joanna Nastalska-Wiśnicka, Marzena Piłat, Piotr Plisiecki, Andrzej Przegaliński, Alicja Puszka, Jarosław Rabiński, Jacek Zygmunt Sawicki, Maciej Smuk, Magdalena Sowa, Arkadiusz Stasiak, Jolanta Sujecka-Zając, Krystyna Szymankiewicz, Joanna Szady, Cezary Taracha, Viola Wein, Aleksandra Witkowska, Leszek Wojciechowski, Piotr Żbikowski